# Arnaud Aubert
Pour les articles homonymes, voir Aubert.
Arnaud Aubert est un religieux limousin ayant accompli une brillante carrière à la cour des papes d'Avignon dans le second tiers du XIVe siècle. Promu évêque d'Agde en février 1354, puis de Carcassonne à l'automne suivant, il succède à Guillaume de Flavacourt sur le siège d'Auch à compter de 1357. Il meurt le 11 juin 1371 à Boulbon.

## Biographie
Arnaud Aubert apparaît en curie en 1332. Il obtient de confortables bénéfices de Benoît XII, mais c'est Etienne Aubert, son oncle, qui accélère sa carrière. Une fois devenu pape sous le nom d'Innocent VI, Etienne promeut Arnaud notaire pontifical, l'élève à la dignité épiscopale, le transférant d'Agde à Carcassonne en 1354, et lui octroie le siège archiépiscopal d'Auch trois ans plus tard. 
Pour autant, Arnaud Aubert continue de servir son oncle au palais pontifical d'Avignon, comme référendaire, camérier pontifical puis administrateur du diocèse d'Avignon. Lorsque, en 1367 Urbain V part d'Avignon à Rome pour tenter d'y réinstaller le siège pontifical, Arnaud Aubert est amené à gouverner la cour pontificale, conduire des négociations diplomatiques et veiller aux opérations financières. Fort de cette expérience, il est investi à son retour en Avignon, par Grégoire XI, d'une mission de médiation avec la cité de Florence. 
Arnaud Aubert supplée son absence en Gascogne par la nomination de vicaires généraux le représentant tant pour le gouvernement du diocèse que de la province d'Auch. Les livres de compte des administrateurs de son siège ont été versés, à son décès, dans la série des Collectories des Archives Secrètes du Vatican. Ils ont été en partie édités pour rendre compte des travaux effectués par cet archevêque au donjon de Bassoues, une dépendance du temporel auxitain. 